# 安李铁路

安李铁路，是一条位于河南省安阳市和河北省邯郸市境内的铁路，全长40千米，由郑州铁路局安李支线公司运营。全线共设有车站七座。安李铁路始建于1958年7月，为郑州铁路局和安钢集团合资修建。铁路原规划长度33.2公里，自京广铁路安阳站引出，向西经过洹河至水冶，经石涧穿越凤凰河至太行山东麓的李珍，后展筑至河北境内的岗子窑。线路在水冶前穿过漳河平原，河渠较多，水利发达，为豫北灌溉区，棉粮产区。在水冶之后逐渐进入丘陵地带，煤矿、铁矿储量可观，为工业支线铁路，初命名为京广铁路安李支线。工程于1959年8月完工交付使用。